# Língua 'auhelawa
'Auhelawa é uma língua austronésia falada na ponta sudeste da Ilha Normanby (Papua-Nova Guiné), na província Milne Bay por cerca de 1.200 pessoas (1998), das quais 30% falam somente essa língua.
O índice de alfabetização como primeira língua (também como segunda língua) é de 85%. Há trechos da Bíblia traduzidos entre 1986 e 1993.

## Fonologia

### Vogais
|         | Anterior | Posterior |
| ------- | -------- | --------- |
| Fechada | i        | u         |
| Média   | ɛ        | ɔ         |
| Aberta  | a        | a         |

### Consoantes
|                |                          | Bilabial | Bilabial                 | Dental/ Alveolar | Dorsal/Glotal | Dorsal/Glotal |
| plain          | Labialização arredondada | plain    | Labialização arredondada | Dental/ Alveolar |               |               |
| -------------- | ------------------------ | -------- | ------------------------ | ---------------- | ------------- | ------------- |
| Nasal oclusiva | Nasal oclusiva           | m        | mʷ                       | n                |               |               |
| Oclusiva       | Tênue                    | p        | pʷ                       | t                | ʔ             | ʔʷ            |
| Oclusiva       | Forte                    | b        | bʷ                       | d                | ɡ             | ɡʷ            |
| Fricativa      | Fricativa                |          |                          | s                | h             | β             |
| Aproximante    | Aproximante              |          |                          | l                | j             | ɥ             |

/k/ só ocoore em palavras de origem estrangeira.

## Writing system
’Auhelawa é escrita com o alfabeto latino, sendo 85% da população alfabetizada.
| A a | B b | Bw bw | D d   | E e | G g | Gw gw | H h | I i | K k | L l | M m   | Mw mw |
| --- | --- | ----- | ----- | --- | --- | ----- | --- | --- | --- | --- | ----- | ----- |
| /a/ | /b/ | /bʷ/  | /d/   | /ɛ/ | /ɡ/ | /ɡʷ/  | /h/ | /i/ | /k/ | /l/ | /m/   | /mʷ/  |
| N n | O o | P p   | Pw pw | S s | T t | U u   | V v | W w | Y y | ’   | ’W ’w |       |
| /n/ | /ɔ/ | /p/   | /pʷ/  | /s/ | /t/ | /u/   | /β/ | /ɥ/ | /j/ | /ʔ/ | /ʔʷ/  |       |

## Amostra de texto
Ya dobi gogowai yada bada ehebo ya ita. Teina gona sabate mata yana vada vauvauna ya abi. (Fui até a aldeia para ver um dos nossos tios. Na próxima semana vou construir sua nova casa.)
Yau dova nuwanuwagu yada bada ya hagui. Ebe u dobi u vada abi, u lauma u vaigau ta dobi ta paihowa.( Eu também quero ajudar o nosso tio. Quando você for lá pra construir a casa, você vem me pegar e vamos lá e trabalhamos.)
A: Auge, yauwedo. Haidova u lalau?
(Meu amigo, olá. Onde você vai?)
B: Ya lalau oyai. Yagu oya vauvauna ya tudai. Owa haidova u lau?
(Vou para o jardim. Eu cavo meu jardim novo. Onde você foi?)
A: Ausala. Mata ta itago. (Boa. Nós veremos você.)